# Пентаграммная призма
Пентаграммная призма — это одна из бесконечного множества невыпуклых призм, образованных квадратными сторонами и двумя правильными звёздами, в данном случае, двумя пентаграммами.
Это специальный случай правильной призмы с петаграммой в основании, которая, в общем случае, имеет прямоугольные боковые грани. 
Топологически она является выпуклой пятиугольной призмой.
Тело является 78-й моделью в списке многогранников 
как первая представительница однородных звёздчатых призм наряду
с пентаграммной антипризмой, которая стоит под номером 79.

## Геометрия
Многогранник имеет 7 граней, 15 рёбер и 10 вершин. Это многогранник имеет индекс U78 в списке однородных многогранников.
Пентаграммная грань неоднозначную внутренность, поскольку он самопересекается. 
Центральный пятиугольник можно считать внутренним или внешним в зависимости от опреления внутренности. 
Одно определение внутренности — это множество точек, из которых луч пересекает границу нечётное число раз.
Это делает центральный пятиугольник внешним, поскольку луч, начинающийся внутри пятиугольника пересекает два ребра.

## Галерея
| Альтернативное представление с пустыми центрами пентаграмм. | 3D модель (однородной) пентаграммной призмы |

## Пентаграммная бипирамида
Пентаграммная бипирамида — это первая из бесконечного множества изоэдральных звёздчатых бипирамид,
содержащих рёбра в виде звезды.  
Тело имеет 10 пересекающихся равнобедренных треугольных граней. 
Топологически тело идентично пятиугольной бипирамиде.
Каждая звёздчатая бибирамида двойственна однородной призме со звёздчатым основанием. 
| 3D модель двойственной однородной пентаграммной бипирамиды | 3D модель пентаграммной бипирамиды с правильными гранями |

### Связанные многогранники
Имееюся два пентаграммных трапецоэдра (или дельтоэдра), двойственных пентаграммной антипризме и 
пентаграммной скрещенной антипризмае соответственно, 
каждая имеет пересекающиеся грани в форме дельтоида (выпуклые или вогнутые) и каждая имеет по 12 вершин
| {5/2} трапецоэдр | {5/3} трапецоэдр |
| ---------------- | ---------------- |
|                  |                  |